# 小卡斯塔文湖
53°14′18″N 13°14′31″E / 53.23833°N 13.24194°E
小卡斯塔文湖（德語：Kleiner Kastavensee），是德國的湖泊，位於該國西南部，由勃蘭登堡州負責管轄，處於烏克馬克縣，長0.3公里、寬0.2公里，面積0.03平方公里，海拔高度62米。